# Euptychia newtoni
Euptychia newtoni är en fjärilsart som beskrevs av Hall 1939. Euptychia newtoni ingår i släktet Euptychia och familjen praktfjärilar. Inga underarter finns listade i Catalogue of Life.